# Translations (Drama)

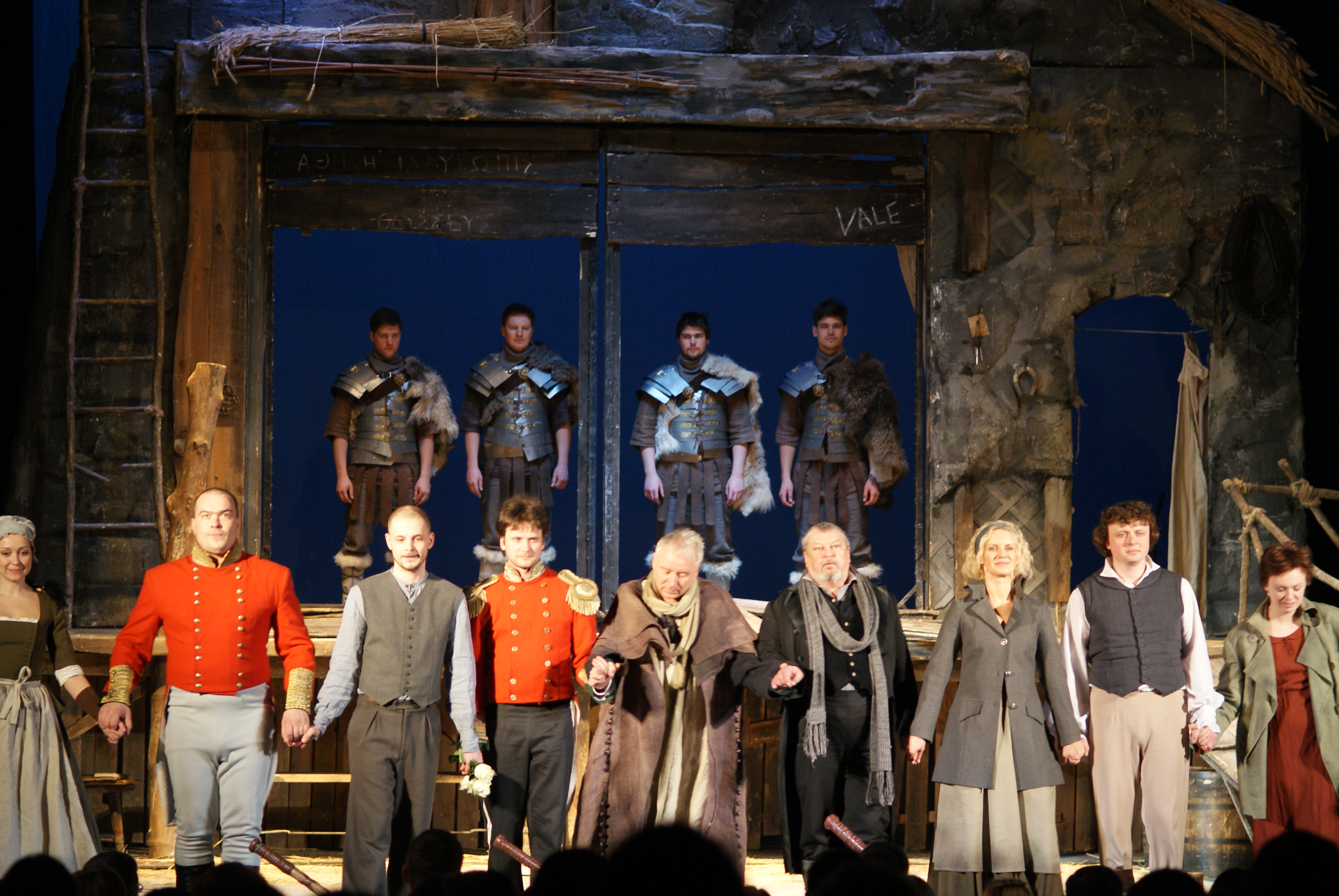
Translations on stage in Minsk

Translations ist ein Drama des nordirischen Autors Brian Friel. Es besteht aus drei Akten. Es ist ein Bühnenstück der Field Day Theatre Company, dessen Uraufführung in der Guildhall in Derry, Nordirland, stattfand und auf den 23. September 1980 datiert.
Aus gattungstheoretischer Perspektive kann das Werk dem historischen Drama zugeschrieben werden, wobei in diesem Fall lediglich der Kontext der Handlung realgeschichtlich ist, nicht die Figuren.

## Handlung
Das Stück spielt in Baile Beag im britisch besetzten Irland im Jahr 1833 und handelt oberflächlich von der Rekartographierung des Landes und der Umbenennung (Übersetzung) der irischen Orts-, Flur- und Gewässernamen in englische Namen durch die so genannte Ordnance Survey, eine Exekutivbehörde der britischen Krone. Primärer Handlungsraum ist dabei eine notdürftig eingerichtete Landschule, in der die Schüler in irischer Kultur und klassischer Philologie unterrichtet werden. Verantwortlich für die Umsetzung der Umbenennungen in der Region ist die Figur Captain Lancey, ein idealtypischer britischer Kolonist. Die eigentliche Arbeit haben der ihm unterstellte Lieutenant Yolland und der Ire Owen, der Sohn des Rektors der Landschule, zu bewältigen. Im Laufe der Handlung entwickeln sich einzelne Figuren recht stark und die Sphären „irisch“ und „britisch“ nähern sich einander an. Yolland und Owen erkennen die Absurdität ihres Auftrags und freunden sich an. Höhepunkt ist schließlich eine kurze Liebesszene mit Yolland und der sehr modernistisch, pro-englisch eingestellten Irin Maire, die sich trotz Verständigungsproblemen ineinander verlieben. Danach verschwindet Yolland spurlos und die gegenseitigen Annäherungsversuche scheitern.

## Ausgaben
- Brian Friel: Translations (Selected Plays). Faber, London 1984, ISBN 0-571-11742-2.
  - deutsch: Translations. In: Der Wunderheiler. Henschelverlag Kunst & Gesellschaft, Berlin 1988, ISBN 3-362-00166-1.